# Guitar (Frank Zappa)
Guitar è un album di Frank Zappa, pubblicato nel 1988. È il seguito di Shut Up 'n Play Yer Guitar (1981).

## Tracce
Tutti i brani sono di Frank Zappa, tranne dove indicato.
Side one
1. Sexual Harassment in the Workplace - 3:42
2. Republicans - 5:08
3. Do Not Pass Go - 3:37
4. That's Not Really Reggae - 3:17
5. When No One Was No One - 4:41

Side two
1. Once Again, without the Net - 3:58
2. Outside Now (Original Solo) - 5:29
3. Jim & Tammy's Upper Room - 3:11
4. Were We Ever Really Safe in San Antonio? - 2:50
5. That Ol' G Minor Thing Again - 4:39

Side three
1. Move It or Park It - 5:43
2. Sunrise Redeemer - 3:53
3. But Who Was Fulcanelli? - 2:58
4. For Duane - 3:25
5. GOA - 4:46

Side four
1. Winos Do Not March - 3:14
2. Systems of Edges - 5:32
3. Things That Look Like Meat - 6:55
4. Watermelon in Easter Hay - 4:00

### Ristampa del 1995
Disco uno
1. Sexual Harassment in the Workplace - 3:42
2. Which One Is It? - 3:04
3. Republicans - 5:07
4. Do Not Pass Go - 3:36
5. Chalk Pie - 4:51
6. In-A-Gadda-Stravinsky - 2:50
7. That's Not Really Reggae - 3:17
8. When No One Was No One - 4:48
9. Once Again, without the Net - 3:43
10. Outside Now (Original Solo) - 5:28
11. Jim & Tammy's Upper Room - 3:11
12. Were We Ever Really Safe in San Antonio? - 2:49
13. That Ol' G Minor Thing Again - 5:02
14. Hotel Atlanta Incidentals - 2:44
15. That's Not Really a Shuffle - 4:23
16. Move It or Park It - 5:43
17. Sunrise Redeemer - 3:58

Disco due
1. Variations on Sinister #3 - 5:15
2. Orrin Hatch on Skis - 2:12
3. But Who Was Fulcanelli? - 2:48
4. For Duane - 3:24
5. GOA - 4:51
6. Winos Do Not March - 3:14
7. Swans? What Swans? - 4:23
8. Too Ugly for Show Business - 4:20
9. Systems of Edges - 5:32
10. Do Not Try This at Home - 3:46
11. Things That Look Like Meat - 6:57
12. Watermelon in Easter Hay - 4:02
13. Canadian Customs - 3:34
14. Is That All There Is? - 4:09
15. It Ain't Necessarily the Saint James Infirmary - 5:15 - (George Gershwin, Ira Gershwin, DuBose Heyward / Joe Primrose)